# Браун, Лассе
Лассе Браун (англ. Lasse Braun, настоящее имя Альберто Ферро (Alberto Ferro); 11 января 1936 — 16 февраля 2015) — итальянский кинорежиссёр, продюсер, сценарист и писатель.
Известен созданием так называемых лупов — десятиминутных хардкорных фильмов, которые продавал Рубену Стурману, распространявшему их по многим американским киоскам пип-шоу. В 1970-х годах продюсировал и снял несколько порнографических фильмов, также писал эротические романы и триллеры.

## Биография
Родился 11 января 1936 года в Алжире в богатой аристократической итальянской семье, его отец был дипломатом.
В 1956—1963 годах учился юриспруденции в Миланском государственном университете. Его выпускная дипломная работа «Судебная цензура в западном мире» (Judiciary Censorship in the Western World) вызвала многочисленные споры и была подвергнута цензуре со стороны истеблишмента. В 1964 году он переехал в Скандинавию, стал членом парламента Дании, в 1969 году перевёл свою работу на датский язык, заложив тем самым основу для легализации порнографии в Дании.
Лассе Браун придерживался традиции порнографов XVIII века, таких как Ретиф де ла Бретонн, который был первым автором, использовавшим слово «порнография» и описал широкий спектр сексуальных вариаций в своём труде L’Anti-Justine ou les Délices de l’Amour (1798). Другим источником вдохновения для Брауна были ритуалы Приапа и оргиастические праздники культа Диониса, а также церемонии почитания Афродиты — богини похоти и покровительницы куртизанок.
В 1960-х годах Браун начал использовать номерные знаки дипломатического корпуса своего отца для контрабанды порнографических журналов в Италию. Позже начал снимать свои короткометражные порнографические фильмы на 8-милимметровую плёнку и распространять их по всей Европе. Начиная с 1972 года он продавал свои фильмы Рубену Стурману в США. Переехал в Нидерланды и начал снимать полнометражные порнографические фильмы.
Уйдя из мира порнографии, Лассе Браун посвятил себя написанию научных работ по сексологии, исторических эротических романов и эротических триллеров. Занимался исследованием проституции, написал автобиографию. В 1999 году был введён в Зал славы AVN.
Умер от осложнений диабета 16 февраля 2015 года в Риме.